# Waitt Peaks
Waitt Peaks är en bergstopp i Antarktis. Den ligger i Västantarktis. Argentina, Chile och Storbritannien gör anspråk på området. Toppen på Waitt Peaks är 1 529 meter över havet, eller 288 meter över den omgivande terrängen. Bredden vid basen är 2,6 km.
Terrängen runt Waitt Peaks är huvudsakligen kuperad, men åt sydost är den bergig. Trakten är obefolkad. Det finns inga samhällen i närheten.